# Лавренюк Марія Петрівна
Лавреню́к (Лішнянська) Марі́я Петрі́вна (нар. 3 січня 1976, с. Матвіївці,  Шумський район, Тернопільська область) — українська письменниця, публіцистка, журналістка. Членкиня Національної спілки письменників України (з 25.03.2015 р) та Національної спілки журналістів України (з 2011р).

## Життєпис
Закінчила Технологічний університет Поділля (м. Хмельницький) за спеціальністю інженер-конструктор виробів зі шкіри. У 2007 року здобула ступінь магістра державної служби.
Двадцять років пропрацювала державним службовцем на різних посадах в Шумській та Козівській райдержадміністраціях.. Тепер інженер з охорони праці КНП Козівська ЦРЛ КСР».
Друкувалась у газетах «День», «Літературна Україна», журналі «Погорина», літературно-мистецькому альманасі «Курінь», на сайті «А4-UA».
Як художниця оформила книги: «Печериці для мудрої господині», збірку найкращих матеріалів українсько-польського порталу співпраці «А4» «Між Європою та війною», збірку поезій Ю. Бондючної «Невивчена гладінь». 
Дизайнерка експозиції літературно-меморіального музею Георгія Петрука-Попика (с. Іловиця), музею Кременецького ботанічного саду.

## Доробок
Збірки новел: «Декамерон одного села» (2012), «Війна і мир одного села» (2013)
Кулінарні есе: «Печериці для мудрої господині» (2013), «Полба» (2014)
Романи: «Де скарб твій…»  (2013) та "Сльоза Сирина" (2021) у співавторстві з Сергієм Синюком);
"Калина січена" (2018) "Улиянка" (2024)

## Нагороди
- Лауреатка Премії імені Михайла Дубова (2012).

- Лауреатка Міжнародна літературна премія імені Уласа Самчука (2019)
- Спецвідзнака за кращий твір про кохання Міжнародного конкурсу "Коронація слова" 2024 року.